# Estación Libertador General San Martín
Libertador General San Martín es una estación ferroviaria que da nombre al paraje en que se encuentra en el departamento Islas del Ibicuy, ejido municipal de Puerto Ibicuy de la provincia de Entre Ríos, Argentina.

## Servicios
No presta servicios de pasajeros. Por sus vías corren trenes de carga de la empresa estatal Trenes Argentinos Cargas. Pertenece al Ferrocarril General Urquiza, en el ramal que une las estaciones de Zárate en la Provincia de Buenos Aires y Posadas en la Provincia de Misiones.